# 프리실라 로페즈
프리실라 로페즈(Priscilla Lopez, 1948년 2월 26일 ~ )는 미국의 배우, 가수, 무용가이다.
뉴욕에서 태어났다.

## 출연 작품

### 영화
- 기숙사 대소동 2 (1987, Revenge of the Nerds II: Nerds in Paradise)
- 네온 정글의 집행자 (1988, Alone in the Neon Jungle)
- 인도식 팝콘 (1999, Chutney Popcorn)
- 열정의 무대 (2000년)
- 러브 인 맨하탄 (2002) - 베로니카 벤추라 역
- 토니와 티나의 결혼 (2004, Tony & Tina's Wedding)
- 42일간의 기적 (2011) - 이저벨 역
- 온리 포 유 (2013, A Case of You)
- Sleeping with the Fishes (2013)
- The Miracle of Spanish Harlem (2013) - 테리사 역
- The Inquisition of Camilo Sanz (2014)
- #Lucky Number (2015)
- Humor Me (2017)
- 꿈은 브로드웨이로 간다 (2022)

### 텔레비전
- L.A. 로 (1993)
- Great Performances (1999, 2009) - 본인
- 애즈 더 월드 턴즈 (2003)
- Conviction (2006)